# Linda (EP)
Linda je prvi EP češke glasbene skupine Banjo Band. Izšel je leta 1975 pri založbi Panton in vsebuje štiri skladbe.

## Seznam skladb
| Stran 1 | Stran 1           | Stran 1 |
| Št.     | Naslov            | Dolžina |
| ------- | ----------------- | ------- |
| 1.      | „Linda‟           | 2:07    |
| 2.      | „Dívka s dolíčky‟ | 2:25    |

| Stran 2 | Stran 2                  | Stran 2 |
| Št.     | Naslov                   | Dolžina |
| ------- | ------------------------ | ------- |
| 1.      | „Hledám děvče na neděli‟ | 2:16    |
| 2.      | „Teď ještě ne‟           | 2:09    |

## Zasedba
- Ivan Mládek – glavni vokal, banjo, kazoo
- Tomáš Procházka – bobni
- Jan Bošina – perilnik
- Pavel Skála – klavir, vokal
- Jiří Čech – kitara
- Vaclav Dědina – tuba